# Вальтер Вейсага
Вальтер Вейсага (ісп. Wálter Veizaga, нар. 22 квітня 1986, Кочабамба) — болівійський футболіст, півзахисник клубу «Зе Стронгест».
Виступав, зокрема, за клуби «Хорхе Вільстерман» та «Орієнте Петролеро», а також національну збірну Болівії.

## Клубна кар'єра
У професійному футболі дебютував 2008 року виступами за команду клубу «Хорхе Вільстерман», в якій провів два сезони, взявши участь у 52 матчах чемпіонату. Більшість часу, проведеного у складі «Хорхе Вільстермана», був основним гравцем команди.
Своєю грою за цю команду привернув увагу представників тренерського штабу клубу «Орієнте Петролеро», до складу якого приєднався 2011 року. Відіграв за команду із Санта-Крус-де-ла-Сьєрра наступний сезон своєї ігрової кар'єри.
До складу клубу «Зе Стронгест» приєднався 2012 року. Відтоді встиг відіграти за команду з Ла-Паса 126 матчів в національному чемпіонаті.

## Виступи за збірну
2010 року дебютував в офіційних матчах у складі національної збірної Болівії. Наразі провів у формі головної команди країни 18 матчів.
У складі збірної був учасником розіграшу Кубка Америки 2015 року у Чилі, розіграшу Кубка Америки 2016 року у США.